# Garry Monk
Garry Alan Monk (ur. 6 marca 1979 w Bedford) – angielski piłkarz grający na pozycji środkowy obrońca. Grał też w reprezentacji Anglii U-17. Od 4 lutego 2014 roku został trenerem Swansea City. Od 2 czerwca 2016 trener Leeds United.

## Kariera klubowa
Monk zaczął swoją karierę w Torquay United. Pod koniec sezonu przeniósł się do Southampton. Monk wrócił do Torquay we wrześniu 1998 i wskoczył do pierwszej drużyny. Zadebiutował przeciwko Derby County, w dniu 28 listopada 1998 roku. We wrześniu 1999 został wypożyczony do Stockport County. W roku 2001 został wypożyczony do Oxford United. W maju 2001 roku rozegrał mecze z Arsenalem Londyn i Manchester United. Od grudnia 2002 roku do 22 marca 2003 roku był wypożyczony do Sheffield Wednesday. Gdy wrócił z wypożyczenia odszedł z Southampton i podpisał kontrakt z Barnsley na zasadzie wolnego transferu. W czerwcu 2004 roku przeniósł się do Swansea City. Monk zaraz po przenosinach pomógł Swansea awansować do rundy Play-Off League One. W sierpniu 2006 roku Roberto Martinez ogłosił, że Garry Monk będzie nowym kapitanem drużyny. W sezonie 2006/7 zagrał tylko 2 razy z powodu kontuzji więzadła. Popadł także w konflikt z Kennym Jakcettem i miał odejść z drużyny. Jednak na początku sezonu 2007/8 wrócił do drużyny. Był pierwszym kapitanem klubu który w wieku 24 lat wywalczył awans do drugiej ligi. Był to rekord klubu ponieważ było to 92 punkty. W sezonie 2008/2009 do zespołu dołączył Ashley Williams, który stał się partnerem Monka w środku defensywy. Kolejny sezon nie był dla Monka udany, gdyż zagrał tylko 22 razy z powodu kontuzji i zawieszeń. Sezon 2010/2011 rozpoczął się dobrze, ponieważ Monk grał w każdym meczu aż do dnia 8 stycznia 2011 roku. Monk po powrocie do zespołu, jako kapitan wywalczył awans do Premier League. Wkrótce został z nim przedłużony kontrakt do 2014 roku.

## Kariera trenerska

### Swansea City
Dnia 4 lutego 2014 roku Garry Monk stał się grającym trenerem zespołu Swansea, zastępując na tym stanowisku Michaela Laudrupa. Jego debiut w nowej już roli miał miejsce 4 dni później w meczu przeciwko Cardiff City (derby południowej Walii), które to Łabędzie wygrały 3:0. Po zakończeniu sezonu 2013/14, w którym Swansea zajęło 12. miejsce, władze klubu zaproponowały Anglikowi 4-letni kontrakt na stanowisku menadżera drużyny. Monk zgodził się i tym samym przestał być tylko tymczasowym trenerem. Oznaczało to też, że po 10 latach gry w barwach Swansea, były obrońca zakończył karierę piłkarską i w pełni poświęcił się nowym obowiązkom. Po 12 latach w klubie, Monk został zwolniony 9 grudnia 2015 po wygraniu zaledwie 1 meczu z 11 w Premier League, przez co klub znajdował się na 15. miejscu.

### Leeds United
2 czerwca 2016 Monk został trenerem klubu z Championship, Leeds United, zastępując poprzedniego trenera, Steve'a Evansa. Pierwszy mecz rozegrał 7 sierpnia przeciwko Queens Park Rangers, przegranym przez Leeds 0-3. Pierwsze zwycięstwo nastąpiło trzy dni później w Pucharze Ligi, przeciwko Fleetwood Town, w rzutach karnych 5-4.

## Kariera reprezentacyjna
Monk był powoływany na mecze Anglii U-17. Nigdy w swojej karierze nie wystąpił w seniorskiej kadrze.

## Sukcesy
- awans do Premier League 2010/11
- Puchar Ligi Angielskiej 2012/13